# Osikowo (obwód Tyrgowiszte)
Osikowo (bułg. Осиково) – wieś w Bułgarii, w obwodzie Tyrgowiszte, w gminie Popowo. Według danych szacunkowych Ujednoliconego Systemu Ewidencji Ludności oraz Usług Administracyjnych dla Ludności, 15 grudnia 2018 roku miejscowość liczyła 134 mieszkańców.

## Kultura
We wsi znajduje się pomnik wojenny, poświęcony ku czci żołnierzy, którzy zginęli podczas wojen bałkańskich.

## Osoby związane z miejscowością
- Boris Bobew (1935) – bułgarski generał